# Hendrik Veeneman

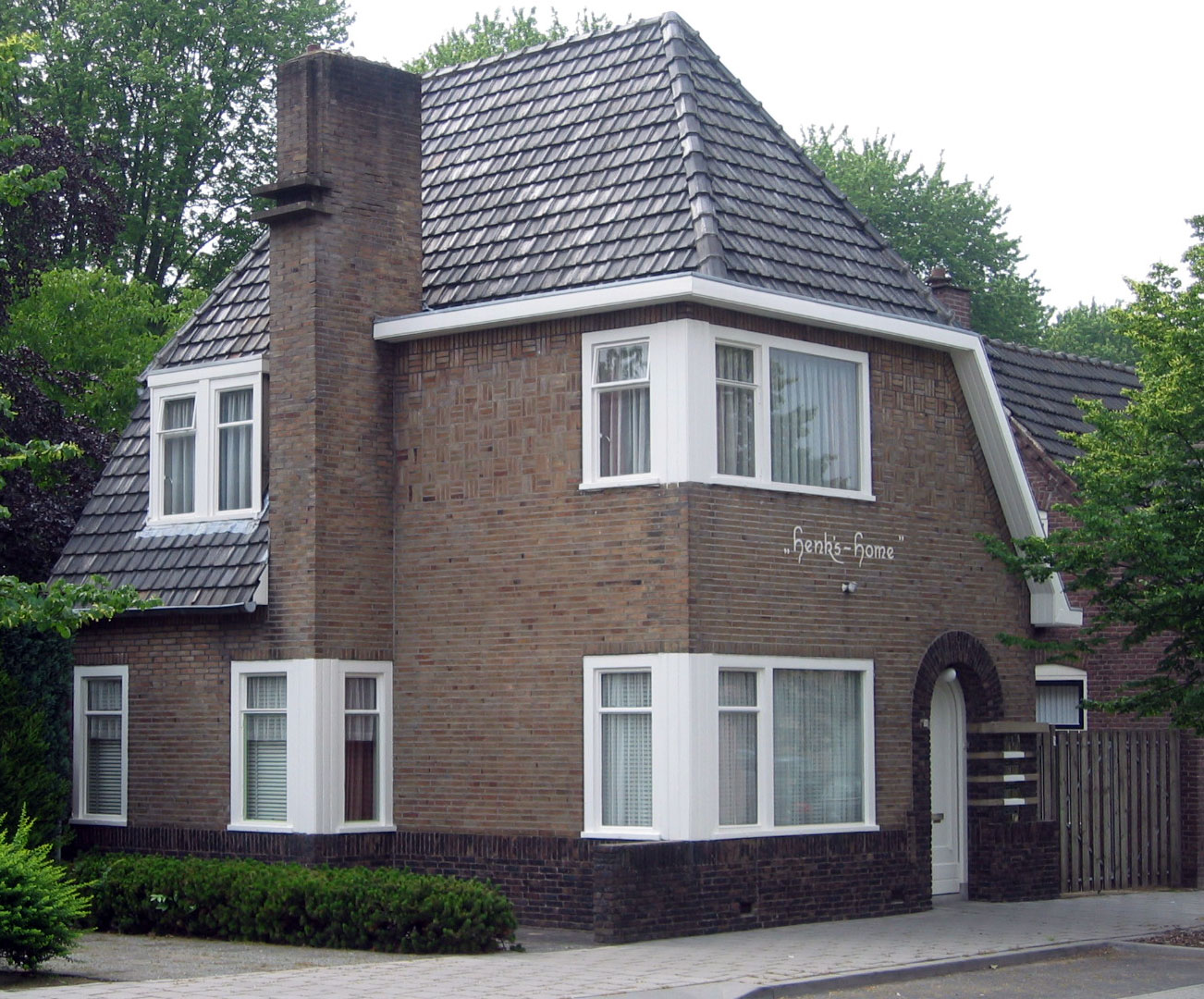
Het huis van Hendrik Veeneman met opschrift 'Henk's Home', Hendrik Veenemanstraat 7, Son

Hendrikus Antonius Johannes (Hendrik) Veeneman(Woensel, 9 september 1909 - Mauthausen, 14 april 1945) is een Nederlands oorlogsslachtoffer uit Son. 
Op 31 december 1943, na de gijzeling van burgemeester Schoepp door de Duitse bezetter, werd toenmalig gemeentesecretaris Veeneman benoemd tot waarnemend burgemeester. 
Toen hij geen gevolg gaf aan een eis om grondwerkers, moest hij zich samen met zes andere burgemeesters op 6 juli 1944 melden in Vught. In de residentie van de 'Beauftragte' van de Rijkscommissaris, Heinrich Sellmer, werden zij vervolgens verhoord. Daar werden zij gearresteerd door de Sicherheitspolizei. Op 8 juli kreeg men in Son bericht van het ontslag van Veeneman uit het waarnemend burgemeesterschap. Op 6 september werd hij van kamp Vught overgebracht naar kamp Sachsenhausen. Eind februari 1945 volgde transport naar kamp Mauthausen. Daar overleed hij op 14 april 1945. Zijn dood werd in Son pas bekend in 1946. 
Hij was getrouwd en had drie kinderen. 
Op 21 november 1947 besloot de Sonse gemeenteraad een straat naar hem te noemen. Het huis waarin hij woonde staat in die straat op nr. 7; het draagt de tekst 'Henk's Home'. Veeneman staat afgebeeld op een schilderij dat in de hal van het gemeentehuis hangt.